# 20785 Mitalithakor
20785 Mitalithakor (2000 RO60) là một tiểu hành tinh vành đai chính được phát hiện ngày 3 tháng 9 năm 2000 bởi Nhóm nghiên cứu tiểu hành tinh gần Trái Đất phòng thí nghiệm Lincoln ở Socorro.